# 張震嶽
張 震嶽（ちょう しんがく、チャン・チェンユエ、Zhāng Zhènyuè、アミ語：Ayal Komod、アヤル・コモヅ　1974年5月2日 - ）は、台湾アミ族のロック歌手。

## 略歴
宜蘭県蘇澳鎮出身。1993年デビューよりCDを多数リリース。台湾・香港をはじめ、中国語圏でヒット。映画出演も果たした。代表曲は「愛我別走」「自由」「思念是一種病」をはじめ多数。

## 音楽
アルバム
- 就是喜歡你　（1993年12月） この作品で桑田佳祐の「悲しい気持ち (JUST A MAN IN LOVE)」をカバーしている。
- 花開了沒有?　（1994年6月23日）
- 這個下午很無聊　（1994年6月23日）
- 秘密基地　（1998年12月）
- 有問題　（2000年12月）
- ORANGE　（2001年4月）
- ORANGE2　（2001年7月）
- SUMMER HIGH EP
- 等我有一天　（2002年9月）
- 阿嶽正傳 -USELESS GUY-　（2004年6月24日）
- OK　（2007年7月6日）
- 我是海雅谷慕（2013年7月5日）

EP
- 馬拉桑（2005年）
- 再見-Goodbye-（2005年）
- 兩手空空（2011年）

ベスト
- 精選

## 映画
- ビビアン・スーの恋しくて（1993年）
- 超級公民（1998年）
- 走到底（2000年）
- MISSING ミッシング（2008年）